# Auto Shanghai

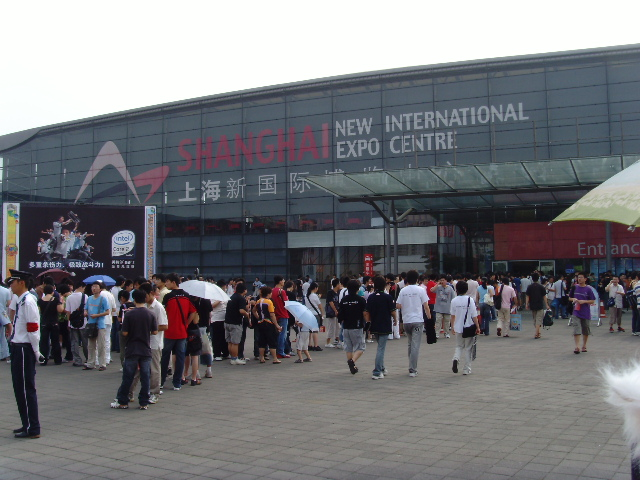
Die Auto Shanghai im Shanghai New International Expo Centre

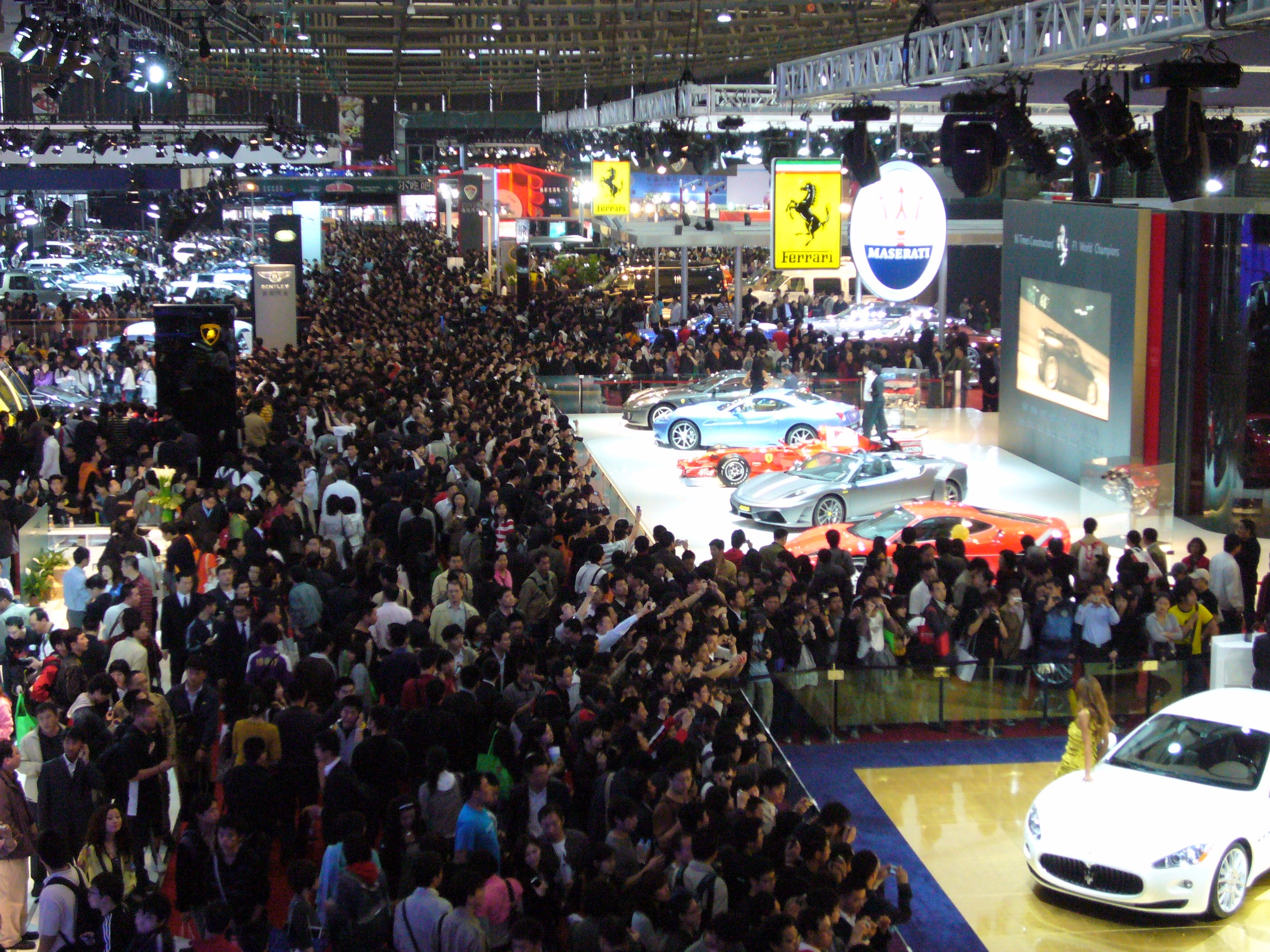
Halle der Auto Shanghai 2009

Die Auto Shanghai ist eine Automobilausstellung in der Volksrepublik China. Sie findet seit 1985 alle zwei Jahre (im Wechsel mit der Auto China in Peking) auf dem Messegelände des Shanghai New International Expo Centre (SNIEC) in Shanghai statt. Die Messe dauert neun Tage.

## Ausstellungsgelände
Das 2009 schon auf 170.000 m² vergrößerte Ausstellungsgelände hat eine Fläche von 250.000 m² (davon 200.000 m² in 17 Hallen (2013)). 2015 betrug die Fläche durch ein neues Gelände über 500.000 m².
2021 war die Auto Shanghai nach Anzahl der Aussteller die größte Automesse der Welt. 2023 wurden 900.000 Besucher genannt.